# Braubach
Braubach é uma cidade da Alemanha localizado no distrito de Rhein-Lahn, estado da Renânia-Palatinado.
É membro e sede do Verbandsgemeinde de Braubach.